# Heinrich Tiedemann

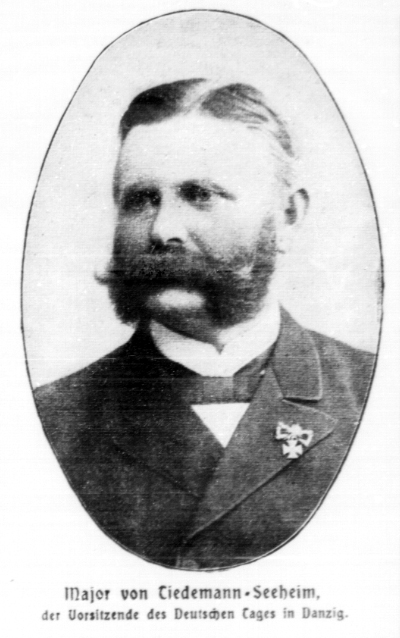
Heinrich von Tiedemann-Seeheim

Heinrich von Tiedemann-Seeheim (ur. 22 października 1843 w Dębogórzu, zm. 2 stycznia 1922 w Berlinie) – polityk niemiecki, ziemianin, jeden z założycieli Hakaty i jej pierwszy wieloletni przewodniczący.
Pochodził z rodziny ziemiańskiej z Pomorza Gdańskiego. Od 1863 służył w armii pruskiej. Brał udział w wojnie z Austrią (1866, był ciężko ranny w bitwie pod Halmstadt) i Francją (1871), otrzymał odznaczenia wojskowe – Order Koronny z Mieczami i Żelazny Krzyż. Pod koniec służby wojskowej dowodził regimentem w Kassel; odszedł z armii w 1883 w stopniu kapitana, potem został awansowany na majora. Stopnia majora chętnie używał w późniejszej działalności publicznej.
W 1881 osiedlił się w Poznańskiem, gdzie był jednym z bogatych pruskich właścicieli ziemskich. Jednocześnie poprzez małżeństwo z córką znanego kupca berlińskiego Dorą von Hardt (1872) wszedł do życia gospodarczego stolicy; w 1898 został współwłaścicielem firmy eksportowej swojego szwagra. Działał w samorządzie lokalnym i Kościele protestanckim. Należał do Partii Konserwatywnej. W 1894 był jednym z inicjatorów wizyty delegacji pruskich ziemian w rezydencji byłego kanclerza Bismarcka w Warcinie; ta wyprawa leżała u podstaw powstania Związku Popierania Niemczyzny na Kresach Wschodnich (Hakaty). 3 listopada 1894 na zebraniu inicjującym działalność Hakaty został wybrany na przewodniczącego zarządu głównego. Przez kilkadziesiąt lat stał na czele władz wykonawczych Hakaty, podejmując liczne inicjatywy germanizacyjne. Razem z weteranem ruchu niemieckiego w Wielkopolsce Kennemannem otrzymał honorowe członkostwo na 10-lecie związku (1904). Konsekwentnie zwalczał opozycję wewnętrzną, niezmiennie prezentując postawę antypolską.
W zmienionej sytuacji politycznej po I wojnie światowej zrezygnował z pełnionej funkcji w styczniu 1920, także ze względu na podeszły wiek. Przewodnictwo Hakaty objął po nim generał Ernst von Wrisberg. Zmarł dwa lata później.
Z małżeństwa z Dorą von Hardt był ojcem sześciorga dzieci. Jednym z jego wnuków był dyplomata niemiecki Hans von Herwarth. Prawdopodobnie bratem (lub kuzynem) Heinricha był Erich Tiedemann-Kranz (zm. 1897), właściciel majątku koło Babimostu, który sprawował mandat deputowanego do parlamentu pruskiego od 1879 do końca życia z ramienia konserwatystów.
Postać Heinricha Tiedemanna pojawia się w filmie Hiszpanka Łukasza Barczyka. W jego roli występuje Jack Recknitz.